# (90486) 2004 DL12
(90486) 2004 DL12 es un asteroide perteneciente al cinturón de asteroides, descubierto el 17 de febrero de 2004 por el equipo del Near Earth Asteroid Tracking desde el Observatorio de Haleakala, Hawái, Estados Unidos.

## Designación y nombre
Designado provisionalmente como 2004 DL12.

## Características orbitales
2004 DL12 está situado a una distancia media del Sol de 2,634 ua, pudiendo alejarse hasta 2,926 ua y acercarse hasta 2,342 ua. Su excentricidad es 0,111 y la inclinación orbital 13,167 grados. Emplea 1561,69 días en completar una órbita alrededor del Sol.
Pertenece a la familia de asteroides de (15) Eunomia.

## Características físicas
La magnitud absoluta de 2004 DL12 es 15,39.